# Musestre (fiume)
Il Musestre è un fiume di risorgiva della provincia di Treviso.
Nasce a Breda di Piave e riceve le acque del Musestrelle e del Fossa. Scorre tranquillo per le campagne creando attorno a sé un caratteristico ecosistema, sia dal punto di vista ambientale che paesaggistico e per questo molti hanno proposto la realizzazione di un parco. Dopo aver attraversato il centro di Roncade, sfocia nel Sile, in corrispondenza del paese omonimo. Verso la fine del suo corso, dopo il mulino Rachello, si divide in due rami paralleli che si riunificano poco dopo.
Le acque del Musestre ricadono nell'area di competenza del Consorzio di bonifica Piave.
Il toponimo sarebbe di origine gallica, composto dei termini mosa ("palude") e estre ("dimora signorile rurale"), ricollegandosi ad un insediamento vicino a una palude bonificata.